# Arte copta

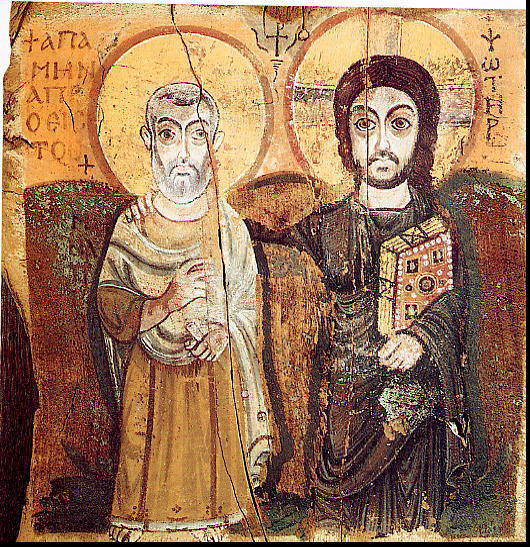
Cristo e São Menas, ícone do século VI, Egito. Exposto no Museu do Louvre.

A arte copta é a arte dos povos cristianizados no Egito, que se desenvolveu entre os séculos IV e VII. Este estilo baseia-se na arte greco-romana tendo sido também influenciado pela arte síria e do Próximo Oriente. Desenvolvem-se principalmente peças decorativas parietais (têxteis), iluminuras e peças em marfim.
O primeiro impulso que deu surgimento à arte copta foi a abertura dos primeiros conventos cristãos graças aos anacoretas São Macário e São Pacómio. Gradualmente estes locais tornaram-se o berço da arte copta, inicialmente uma expressão maioritariamente anti-aristocrática e rica em elementos retirados da tradição do antigo Egipto.